# Distrito Central (Israel)

Localização do Distrito Central no território israelense

O Distrito Central (hebraico: מחוז המרכז, Mehoz HaMerkaz) é um dos seis distritos administrativos de Israel, incluindo a maior parte da região de Sarom. A capital do distrito é Ramla e sua maior cidade é Rishon LeZion. Sua população em 2005 era de 1 613 700 habitantes. Segundo estatísticas do governo israelense 88% da população é judia, 8% são árabes, e 4% não são classificados (a maioria são imigrantes da antiga União Soviética).

## Sub-regiões administrativas
| Cidades | Conselhos locais | Conselhos regionais |
| --- | --- | --- |
| - Hod HaSharon - Kafr Qasim - Kfar Saba - Lod - Modi'in-Maccabim-Re'ut - Ness Ziona - Netanya - Petah Tikva - Qalansawe - Ra'anana - Ramla - Rehovot - Rishon LeZion - Rosh HaAyin - Tayibe - Tira - Yavne - Yehud-Monosson | - Be'er Ya'aqov - Beit Dagan - Bnei Aish - El'ad - Elyakhin - Even Yehuda - Gedera - Gan Yavne - Ganei Tikva - Giv'at Shmuel - Jaljulia - Kfar Bara - Kfar Yona - Kokhav Yair - Mazkeret Batya - Pardesiya - Kiryat Ekron - Savyon - Shoham - Tel Mond - Tzoran-Kadima - Zemer | - Brenner - Drom HaSharon - Gan Rave - Gederot - Gezer - Vale de Hefer (Emek Hefer) - Hevel Modi'in - Hevel Yavne - Hof HaSharon - Lev HaSharon - Vale de Lode (Emek Lod) - Nahal Sorek |

### Antigos municípios
| Antigos municípios |
| --- |
| - Kadima (fundiu-se a Tzoran; agora Tzoran-Kadima) - Maccabim-Re'ut (fundiu-se a Modi'in; agora Modi'in-Maccabim-Re'ut) - Modi'in (fundiu-se a Maccabim-Re'ut; agora Modi'in-Maccabim-Re'ut) - Neve Monosson (fundiu-se a Yehud e se declarou um borough autônomo Yehud-Monosson) - Tzoran (fundiu-se a Kadima; agora Tzoran-Kadima) - Yehud (fundiu-se a Neve Monosson; agora Yehud-Monosson) |